# De Voortrekkers
De Voortrekkers es una película del año 1916.

## Sinopsis
Este largometraje épico rodado en 1916 es una de las primeras producciones dramáticas realizadas en Sudáfrica.
Cuenta la historia del Gran Trek (Gran Marcha) que los bóeres llevaron a cabo en la década de 1830. Termina con una reconstrucción de la batalla del Río Sangriento, donde unos cuantos cientos de afrikáneres vencieron a miles de zulúes en 1838. Los afrikáneres llegaron al punto de venerar la película ya que conmemora un periodo muy discutido de su historia. Disfrutó de una larga vida didáctica en las aulas y se proyectaba anualmente en el aniversario de la batalla del Río Sangriento.

## Otros fotogramas del filme

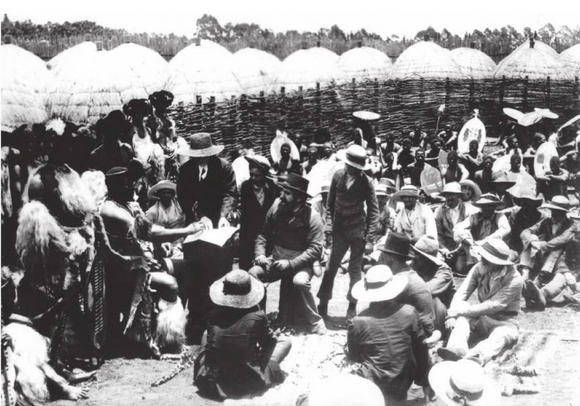
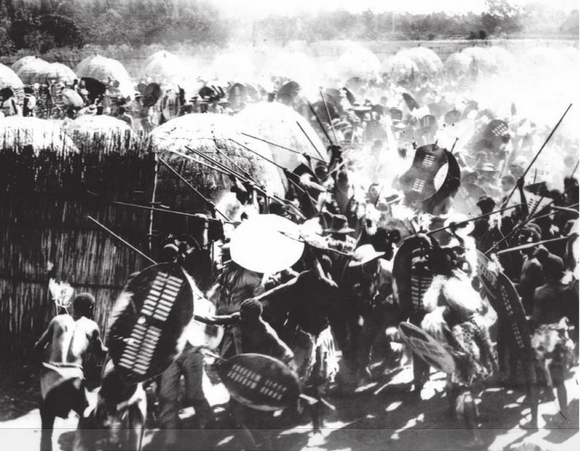